# 梅瓶
梅瓶（めいぴん）とは、主として中国で生産された宮廷や日本では大名クラスの人々に使用された一種の瓶子状の容器で、丸い孔を多数開けた円筒状の蓋を伴う器である。

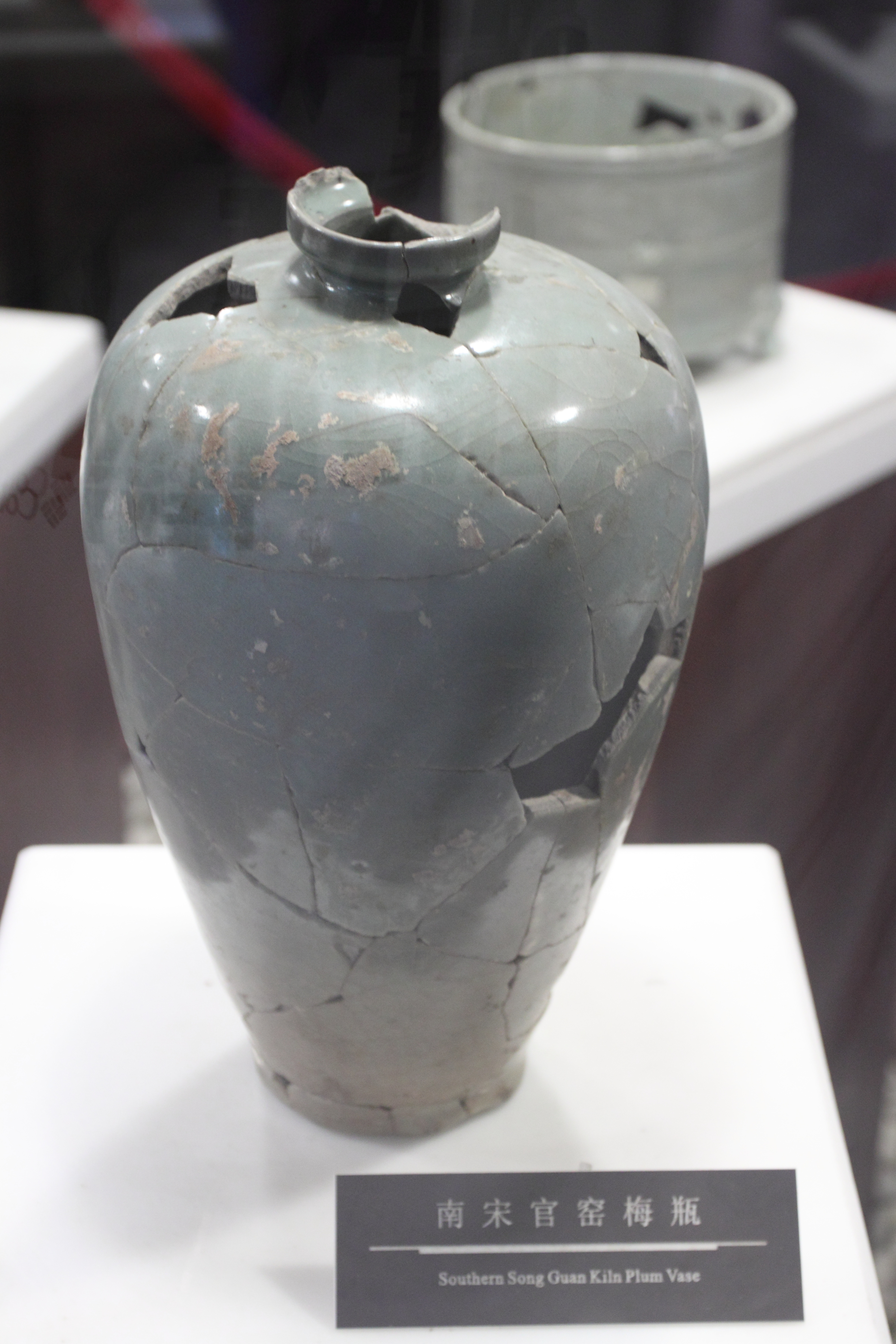
南宋時代の梅瓶（杭州南宋官窯博物館蔵）

## 概要
体部は、直線的であるが下から外へ向かってやや広がるように立ち上がり、丸く肩を張り、口縁部では細くすぼまって、蓋を受ける形になっている。表面には、透明な釉薬がかけられ、牡丹唐草文や印花文を浮き彫りのように施しているものや胎土に刻線状に刻み付けられた波濤文に溜まった釉薬が青く見えるものが典型的で、日用品として酒や油を入れた容器と考えられている。景徳鎮産の青白磁に優品が多く見られ、梅瓶の「代名詞」のようになっている。